# 奉天国际运动场
奉天国际运动场，是一座综合性体育场，位于奉天满铁附属地（现今辽宁省沈阳市和平区），总占地面积为10.5万平方米。

## 历史沿革
奉天国际运动场始建于1930年，毗邻千代田公园。1936年主田径场南侧又增设了8个网球场。解放军攻占沈阳后，改为沈阳市人民体育场。直到1984年，这儿都是沈阳市首屈一指的体育场，许多大型运动会、足球赛都在此举行。2002年沈阳市人民政府决定将体育场规划为开放式的体育公园。

## 场内设施
运动场内有6条400米环形跑道，中间是标准的足球场，四周有1.1万个坐席的看台。主田径场的东侧，附设有2500人看台的棒球场；运动场南侧后增设了8个网球场。